# Терафим
Терафим (на иврит: תְּרָפִים, думата се използва само във формата за множествено число) са вид идоли, споменати на няколко места в Библията. Точният им вид и предназначение е неясен.
Етимологията на наименованието е спорна — според някои изразът е свързан с арабския „дарявам благо и изобилие“, а според други — отново с арабското „мерзост“, според трети — с арабското „маска“, а четвърти излагат хипотеза за хетско-хуритска дума със значение на „дух“ или „демон“.
В Битие Рахил открадва терафим от баща си Лаван, при заминаването си с Иаков, и когато Лаван идва да ги търси, ги укрива под камилско седло, върху което е седнала.[Бит. 31:32-35]